# RIM-8 Talos

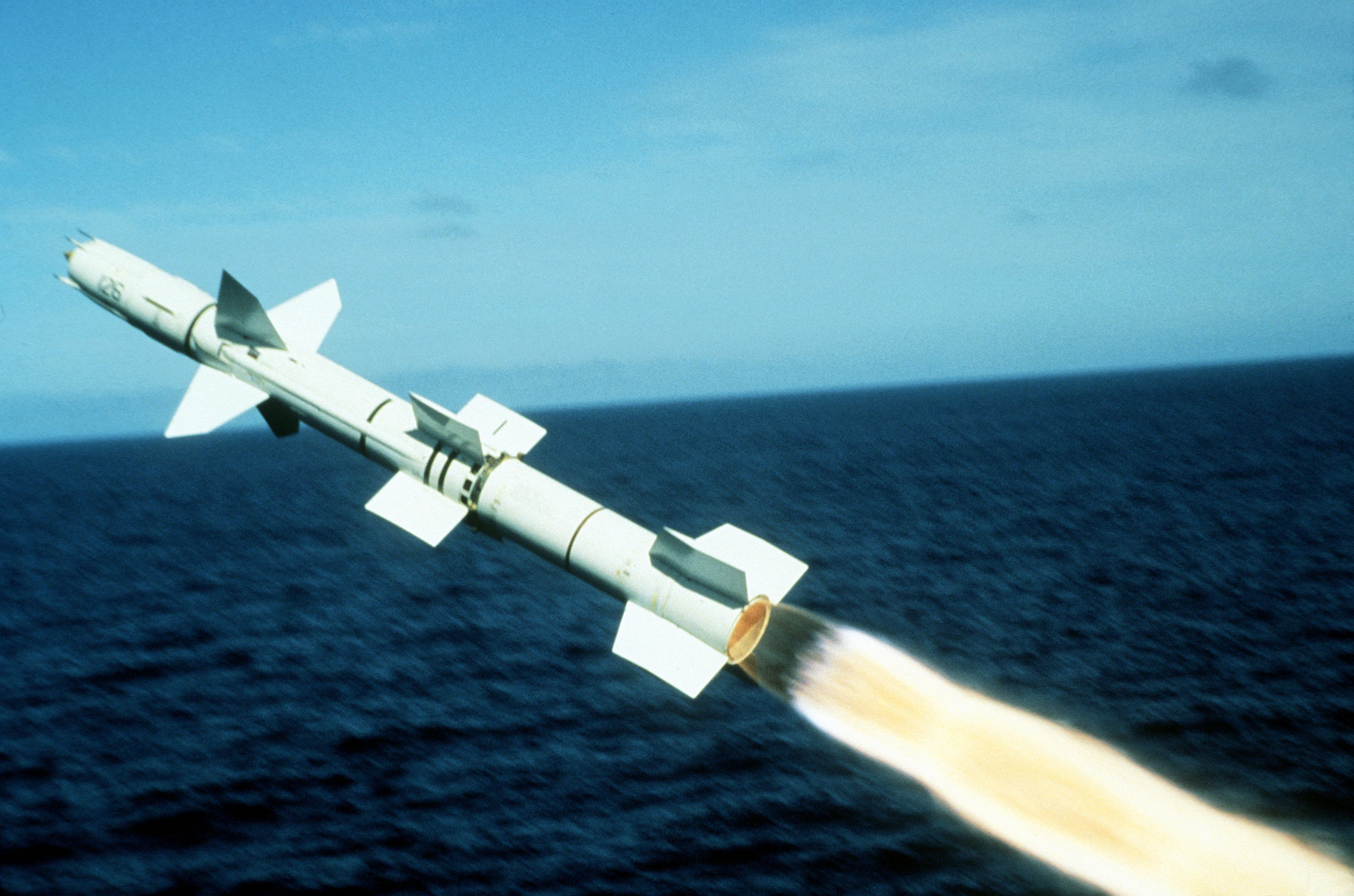
Laatste lancering van een Talos in 1979

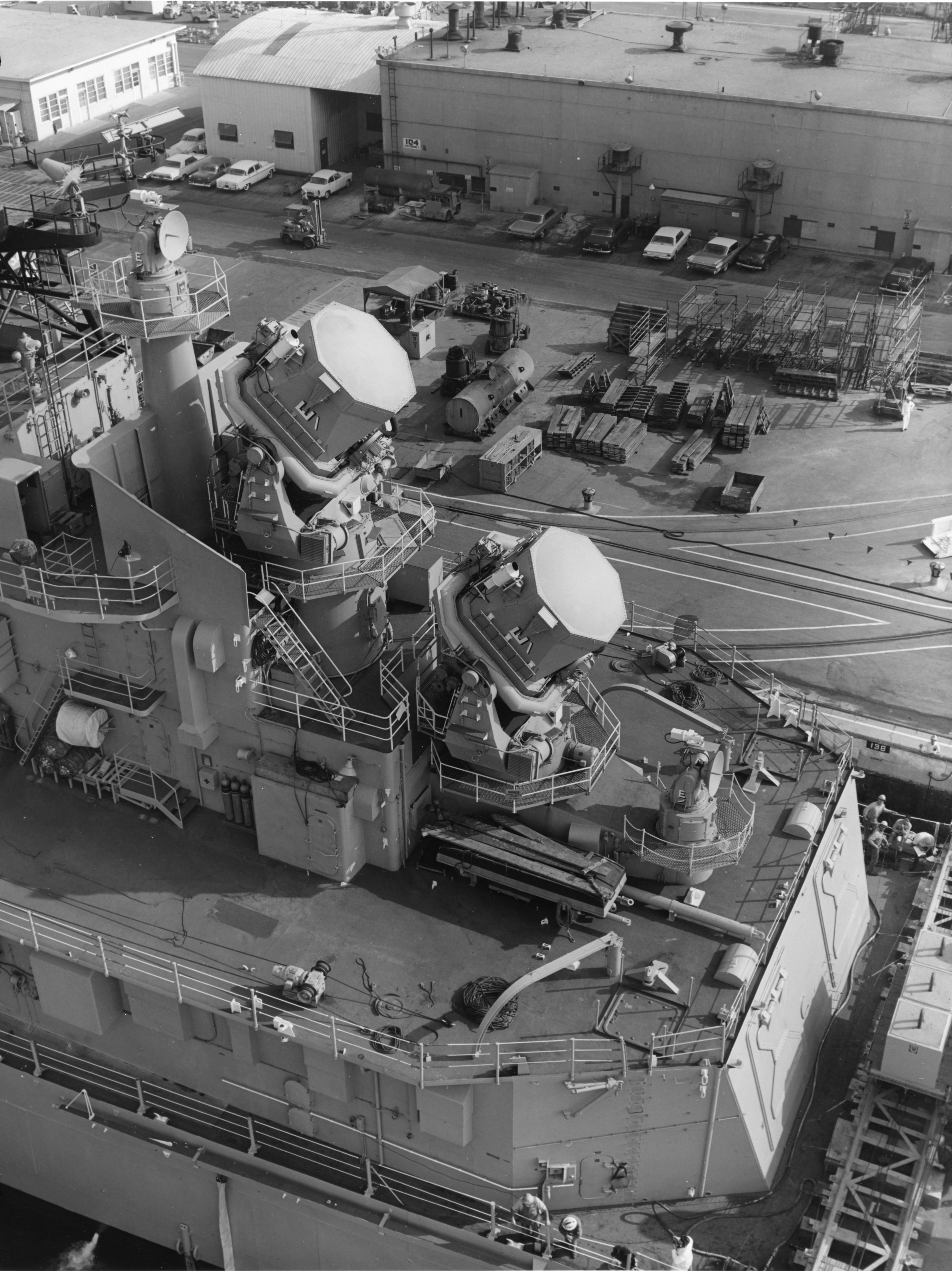
Geleidingsradar voor de Talos op USS Oklahoma City

De RIM-8 Talos van Bendix was een Amerikaanse langeafstands-luchtdoelraket en een van de eerste luchtdoelraketten die op schepen van de United States Navy werd geïnstalleerd. De naam verwijst naar de reus Talos uit de Griekse mythologie.
De raket was 11,58 m lang, had 3.538 kg massa en haalde een reikwijdte tot 100 zeemijl. Ze kon ook als een grond-grondraket gebruikt worden. Ze was in gebruik van 1963 tot einde van de jaren 1970.
De Talos was een tweetrapsraket. Bij de lancering zorgde een vastebrandstofmotor gedurende drie seconden voor de versnelling, daarna nam de door kerosine gevoede ramjet van het missiel over. De geleiding gebeurde door radar vanop het schip; hiervoor waren vier antennes rond de kop van de raket aangebracht die kenmerkend waren voor de Talos. In de laatste fase van de vlucht gebruikte de raket half-actieve radargeleiding (dit wil zeggen dat het een door het doelwit gereflecteerd radarsignaal volgde dat vanop het schip werd uitgezonden).

## Geschiedenis
De Talos was een resultaat van Operation Bumblebee, een studie voor geleide luchtafweerraketten, dat in 1945 begon aan het Applied Physics Laboratory van de Johns Hopkins-universiteit onder contract van de U.S. Navy. Dit project leidde ook tot de grotere SSM-N-2 Triton-raket die echter nooit in productie ging, en de kleinere RIM-2 Terrier voor luchtafweer op korte afstand.
De eerste ramjet-raket met een diameter van 18 inch (46 cm) werd gelanceerd in 1946. Verdere ontwikkeling resulteerde in de RTV-N-6 XPM (Experimental Prototype Missile) die in 1951 met succes werd getest. De U.S. Navy gaf aan de raket de aanduiding SAM-N-6 en de bijnaam Talos. Het prototype XSAM-N-6 vloog in oktober 1952. Bendix werd de hoofdaannemer van het productieprogramma, met McDonnell Aircraft als voornaamste onderaannemer, verantwoordelijk voor de bouw van de motor en het airframe. De radarinstallaties op de grond werden ontwikkeld door RCA. De eerste productie-exemplaren werden gebouwd in 1955.
In 1957 werd het wapen aangeduid als de Talos SSM-N-6. Omdat de tests succesvol verliepen voorzag de U.S. Navy een versnelde installatie van het systeem op haar schepen, met als eerste de lichte kruiser USS Galveston, gevolgd door de kruisers USS Little Rock, USS Oklahoma City, en de kruiser USS Long Beach met kernaandrijving.
De Talos werd in 1959 in dienst genomen. In 1963 werd de benaming opnieuw gewijzigd, ditmaal in RIM-8.
Omwille van zijn grootte en de omvangrijke radarinstallaties die nodig waren voor de geleiding van de raket, kon het systeem enkel op grote schepen geïnstalleerd worden. Het is uiteindelijk slechts op zeven schepen geïnstalleerd:
- De lichte kruisers van de Galvestonklasse USS Galveston, USS Oklahoma City en USS Little Rock
- De zware kruisers van de Baltimoreklasse USS Albany, USS Chicago en USS Columbus
- De kruiser USS Long Beach met kernaandrijving.

Het wapen is in de Vietnamoorlog gebruikt door de kruisers USS Chicago en USS Long Beach. USS Long Beach haalde er in 1968 twee vijandelijke MiGs mee neer.
Aan het eind van de jaren 1970 werd het systeem uit dienst genomen. De laatste lancering van een Talos was op 1 november 1979 vanop USS Oklahoma City. Zijn rol is overgenomen door de RIM-67 Standard. De overgebleven exemplaren van de raket werden omgebouwd tot supersonische vliegende doelwitten onder de benaming MQM-8G Vandal.

## Varianten
In de loop der jaren zijn van de Talos diverse varianten ontwikkeld. De eerste SAM-N-6b/RIM-8A had een reikwijdte van 50 zeemijl en een conventionele springkop; de RIM-8B had een nucleaire springkop.
RIM-8C en -8D waren verbeterde versies met grotere reikwijdte tot 100 zeemijl, respectievelijk met conventionele en nucleaire springkop. De RIM-8E kon zowel met een conventionele als nucleaire springkop uitgerust worden. Deze versie had ook een verbeterde doelzoeker in de eindfase van de vlucht, en een hoger vliegplafond. Verdere evolutie leidde tot de ultieme versie RIM-8J.